# أليساندرو بيرنارديني
أليساندرو بيرنارديني (بالإيطالية: Alessandro Bernardini)‏ (21 يناير 1987 في إيطاليا - ) هو لاعب كرة قدم إيطالي في مركز الدفاع. لعب مع كييفو فيرونا ونادي بارما ونادي ساليرنيتانا ونادي فاريسي ونادي ليفورنو وSS Verbania Calcio ‏ وASDC Borgomanero ‏.

## روابط خارجية
- أليساندرو بيرنارديني على موقع قاعدة بيانات كرة القدم.إي يو (الإنجليزية)
- أليساندرو بيرنارديني على موقع Soccerway.com (الإنجليزية)
- أليساندرو بيرنارديني على موقع عالم كرة القدم.نت (الإنجليزية)
- أليساندرو بيرنارديني على موقع AS.com (الإسبانية)